# Velo - Corto
Velo es un cortometraje de drama social español con la falta de empatía en redes sociales como tema, estrenado en el año 2021. Se trata de la segunda obra del director Alberto Kampmann y producida por Osmos Global, protagonizada por Belén Landaluce. La obra nace tras el reto de grabar un cortometraje sólo con un teléfono móvil. 
El cortometraje tuvo una buena recepción en su recorrido por festivales consiguiendo más de 30 selecciones oficiales nacionales e internacionales.

## Argumento
Luis, un celoso adolescente, mantiene una videollamada con su pareja en la que ella termina por dejarle. Tras un estallido de ira, Luis se evade abriendo su móvil para consultar sus redes sociales y comienza a seguir la retransmisión en directo de dos chicas; Olga y Eva.
Éstas saludan a sus espectadores a las afueras de una discoteca por la noche cuando, de repente, son víctimas de un atentado terrorista.
Minutos después Olga (Belén Landaluce.), desorientada y herida, pide ayuda a través de su directo antes de que se apague su móvil.
De vuelta en su habitación, Luis escribe unas superfluas palabras de apoyo tras las imágenes que ha visto. A continuación, investiga el perfil de Olga hasta que descubre que tiene pareja, entonces pierde el interés y apaga el móvil.

## Producción
La obra empezó a rodarse en febrero de 2020. La cuarentena del Covid19 provocó un retraso de medio año en terminar de rodar las escenas en interior. Finalmente el corto se terminó en noviembre de 2020. 
El proyecto cuenta con un modesto presupuesto de tan sólo 2000 euros con la que se cubrieron los gastos logísticos de transporte y permisos para cortar las vías públicas en las que se rodó el cortometraje. 

### -Rodaje
La propuesta de fotografía en la obra pone como protagonista el teléfono móvil y el resultado es que el teléfono siempre esta centrado en los encuadres. Para ello, el equipo de rodaje fabricó un soporte que unía un móvil con la cámara de rodaje (otro móvil). 
Los exteriores fueron rodados en el barrio de Malasaña, Madrid.
El maquillaje del proyecto lo hizo la influencer Agata del Barco, compañera recurrente del director y pareja del mismo.

### -Banda Sonora
Luis López Pinto, compositor recurrente con el director Alberto Kampmann, compuso el single Far From Home que fue usado como Banda Sonora Oficial del cortometraje.

## Personajes
- Luis, interpretado por Jose Miguel Velasco.
- Olga, interpretado por  Belén Landaluce
- Eva, interpretado or Ana Ruth Resco.
- Ana, interpretado por Marta Galán.
- Iñaki, interpretado por Mario Kampmann.
- Óscar, interpretado por Diego Landaluce.